# Nikolai Hansen
Pour les articles homonymes, voir Hansen.
Nikolai Hansen (24 août 1870 - 14 octobre 1899) est un zoologiste et explorateur polaire norvégien, diplômé de l'université d'Oslo.

## Biographie
Il meurt le 14 octobre 1899, à 28 ans, apparemment d'un trouble intestinal selon l'autopsie, au cours de l'expédition Southern Cross (1898–1900) de Carsten Borchgrevink, laissant une femme et une fille née après son départ pour l'Antarctique. Il devient la première personne à être enterré sur le continent Antarctique. Sa tombe est creusée dans le sol gelé au sommet du cap Adare à la dynamite.

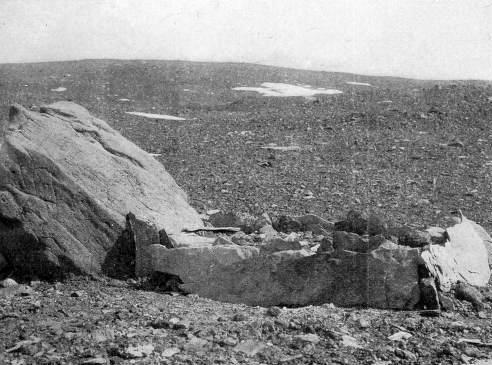
Vue de la tombe de Nikolai Hansen au cap Adare.